# Ernst König
Pour les articles homonymes, voir König.
Le titre de cet article comprend le caractère ö. Quand celui-ci n'est pas disponible ou n'est pas désiré, le nom de l'article peut être représenté comme Ernst Koenig.
Ernst König (12 août 1908 à Fulda - 3 mars 1986 à Göttingen) est un Generalmajor allemand qui a servi au sein de la Heer dans la Wehrmacht pendant la Seconde Guerre mondiale.
Il a été récipiendaire de la croix de chevalier de la croix de fer avec feuilles de chêne. La croix de chevalier de la croix de fer et son grade supérieur, les feuilles de chêne, sont attribués pour récompenser un acte d'une extrême bravoure sur le champ de bataille ou un commandement militaire avec succès.

## Décorations
- Croix de fer (1939)
  - 2e classe (1er octobre 1939)
  - 1re classe (10 octobre 1940)
- Insigne des blessés (1939)
  - en noir
  - en argent
  - en or
- Croix allemande en or (7 mars 1942)
- Croix de chevalier de la croix de fer avec feuilles de chêne
  - Croix de chevalier le 16 septembre 1943 en tant que Major et commandant du Grenadier-Regiment 12[1]
  - 598e feuilles de chêne le 21 septembre 1944 en tant que Oberst et commandant du Grenadier-Regiment 12[2]